# 王启东
王启东（1921年9月27日—2019年7月29日），男，浙江黄岩人，中国材料科学家、教育家，浙江大学原副校长、教授。

## 生平
1943年毕业于浙江大学机械工程学系。

## 社会兼职
曾任第八届全国人大常委会委员，民盟第五、六、七届中央委员，民盟浙江省委会第五、六、七届主委。